# Zgarniacz (część pługa)

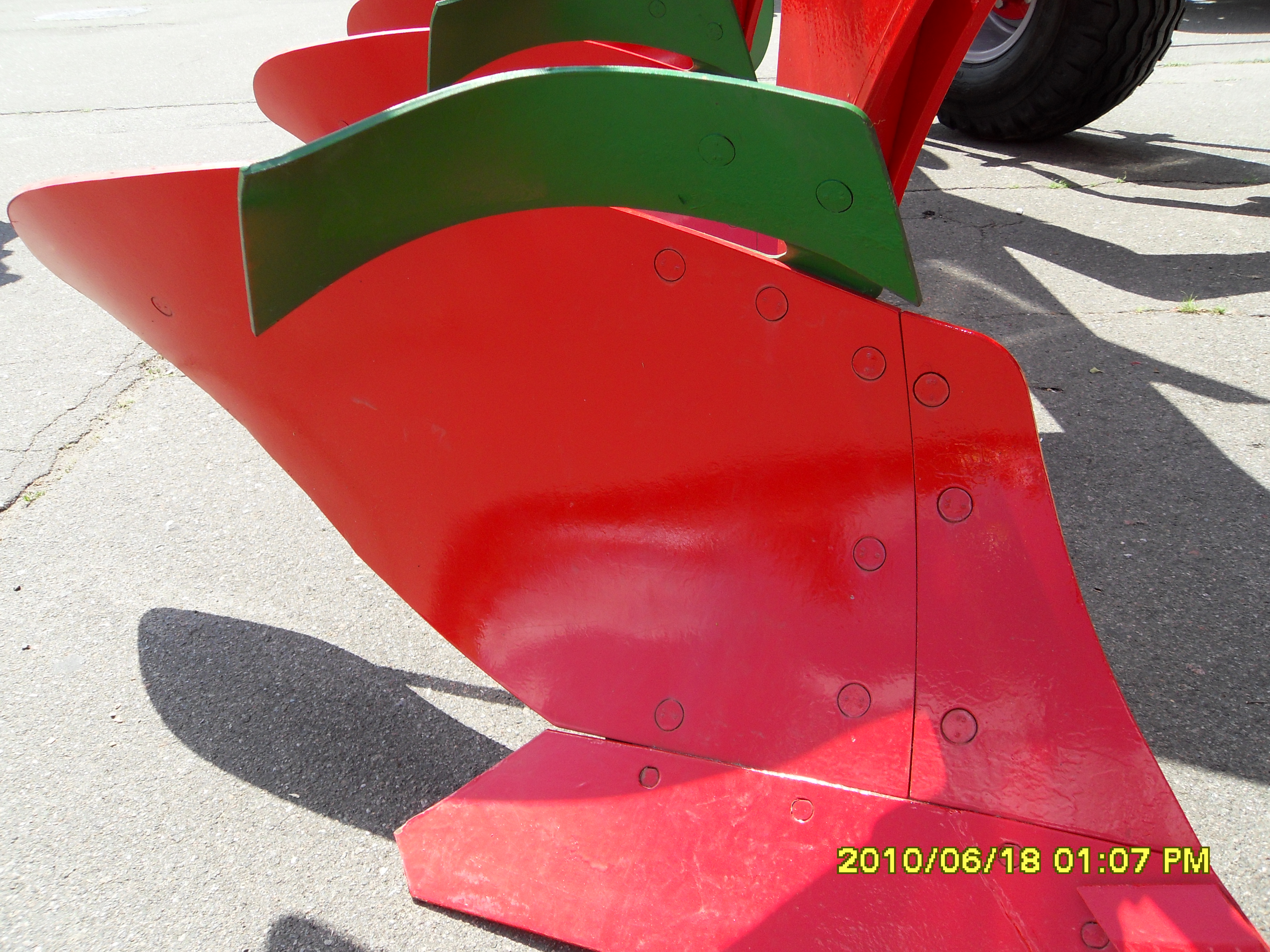
Zgarniacz pługa (w kolorze zielonym)

Zgarniacz – mocno wygięty do przodu element pługa umieszczany nad odkładnicą. Zadaniem tego elementu jest zgarnianie z powierzchni pola do bruzdy resztek pożniwnych i innych materiałów, co zmniejsza możliwość zapychania się pługa.